# Santiago Cortés Sarmiento
Santiago Cortés Sarmiento (1 de mayo de 1854-31 de enero de 1924) fue un ingeniero, naturalista, ilustrador, pintor, y profesor colombiano.
Estudió ingeniería en la Universidad Nacional de Colombia. Realizó viajes exploratorios (obteniendo además especímenes de la historia natural) para trazar los límites entre Colombia y Venezuela, publicando "Una geografía hecha a mano".
A pesar de graves imperfecciones en sus colecciones botánicas, fue certero disparador de vocaciones a futuros taxónomos.

... los escritos y en las colecciones de Santiago Cortés: descripciones imperfectas, herbarios de hojas cosidas donde familias y géneros se seguían sin ningún orden: dibujos de plantas a todo color, pero insuficientes para cualquier diagnosis.

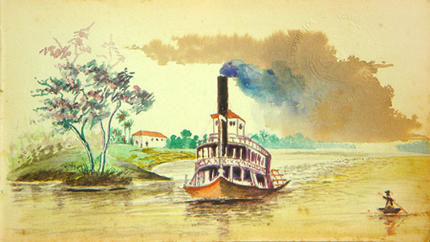
Acuarela del autor del río Magdalena

Un docto botánico y herbolario.

## Algunas publicaciones

### Libros
- 1930. Flora de Colombia: Comprende la geografía botánica de Colombia, las leguminosas, la flora terapéutica, la industrial, el catálogo de los nombres vulgares de las plantas, un memorandum terapéutico y el índice de los géneros y familias botánicas. 2ª ed. de Librería de El Mensajero, 311 pp.
- 1897. Flora de Colombia : comprende la geografía botánica de Colombia, las leguminosas, la flora terapéutica, .. Flora de Colombia

## Honores
- Silla 9 de la Academia Colombiana de Historia[7]

### Eponimia
- (Asteraceae) Gongylolepis cortesii (S. Díaz) Pruski & S. Díaz[8]
- (Orchidaceae) Anacamptis × cortesii (E.G.Camus & A.Camus) B.Bock[9]
- La abreviatura «Cortés» se emplea para indicar a Santiago Cortés Sarmiento como autoridad en la descripción y clasificación científica de los vegetales.[10]